# Liste der Bodendenkmale in Visselhövede
In der Liste der Bodendenkmale in Visselhövede sind alle Bodendenkmale der niedersächsischen Gemeinde Visselhövede aufgelistet. Die Quelle ist der Denkmalatlas Niedersachsen. 
Der Stand der Liste ist der 26. November 2024.
Allgemein

Visselhövede im Landkreis Rotenburg (Wümme)

In den Spalten finden sich folgende Informationen des Bodendenkmales:
Lagegeographische Koordinaten
BezeichnungBezeichnung lt. Denkmalatlas
BeschreibungBeschreibung lt. Denkmalatlas
IDObjekt-ID
BildBild, ggf. zusätzlich mit Link zu weiteren Fotos im Medienarchiv Wikimedia Commons.

## Bleckwedel
| Lage                        | Bezeichnung              | Beschreibung | ID       | Bild |
| --------------------------- | ------------------------ | --- | -------- | ---- |
| 52° 56′ 18″ N, 9° 29′ 34″ O | Bleckwedel 27, Grabhügel | Durchmesser ca. 15 m und Höhe ca. 1,2 m. Ebenmäßig gewölbt, Rand abgesetzt. Alte Eingrabung im Südost-Teil; Rückespur von Ost nach West. | 28976723 | BW   |
| 52° 56′ 12″ N, 9° 29′ 41″ O | Bleckwedel 29, Grabhügel | Durchmesser ca. 12 m und Höhe ca. 1 m. Schwach gewölbt; Rand deutlich abgesetzt. | 28976829 | BW   |
| 52° 56′ 14″ N, 9° 29′ 44″ O | Bleckwedel 30, Grabhügel | Durchmesser ca. 15 m und Höhe ca. 1,2 m. Ebenmäßig gewölbt, Randmit allmählich in den natürlichen Hang übergehend. Einsenkung im westlichen Randbereich; alte breite Rückespur von Ost nach West. | 28976830 | BW   |
| 52° 56′ 16″ N, 9° 28′ 29″ O | Bleckwedel 43, Grabhügel | Durchmesser ca. 15 m und Höhe ca. 1 m. Auf Bodenwelle angelegt, dadurch größer erscheinend. Ebenmäßig; abgesetzter Rand, der jedoch kaum merklich in den natürlichen Hang übergeht. Einige Steine mit der Sonde fühlbar. | 28976717 | BW   |
| 52° 56′ 16″ N, 9° 28′ 27″ O | Bleckwedel 44, Grabhügel | Durchmesser ca. 11 m und Höhe ca. 1 m. Abgesetzter Rand; alte Eingrabungen. Im Rand z. T. flache grabenartige Eintiefung (herausgerissener Steinkranz?). Mit Sonde Steine fühlbar. | 28976720 | BW   |
| 52° 56′ 4″ N, 9° 27′ 44″ O  | Bleckwedel 45, Grabhügel | Durchmesser ca. 12 m und Höhe ca. 1 m. Schwach gewölbt, SO-Rand in Hang übergehend. W-Rand allmählich auslaufend. | 28976961 | BW   |
| 52° 56′ 4″ N, 9° 27′ 43″ O  | Bleckwedel 46, Grabhügel | Durchmesser ca. 11 m und Höhe ca. 1,2 m. Kräftige Kuppe, abgesetzter Rand; keine Störung. Rückespur von SW nach SO. | 28976962 | BW   |
| 52° 56′ 3″ N, 9° 27′ 45″ O  | Bleckwedel 47, Grabhügel | Durchmesser ca. 16 m und Höhe ca. 1 m. Weit, abgeflacht, allmählich auslaufender Rand. Drei Steine am SW-Rand mit Moos überwachsen. | 28976963 | BW   |
| 52° 55′ 41″ N, 9° 27′ 26″ O | Bleckwedel 49, Grabhügel | Durchmesser ca. 12 m und Höhe ca. 0,8 m. Schwach gewölbt, Oberfläche uneben. Nordseite von Rodungswall bedeckt. Östlich grenzt an Waldweg (Kreisgrenze) grenzend. Dort kopfgroße und größere Steine. | 28976715 | BW   |
| 52° 55′ 36″ N, 9° 27′ 25″ O | Bleckwedel 50, Grabhügel | Durchmesser ca. 16 m und Höhe ca. 1,3 m. Groß, ebenmäßig. Abgesetzter Rand, Oberfläche uneben. Entlang des W-Randes Wall der Kreisgrenze Rotenburg-Verden. Rückespur von O nach W. | 28976716 | BW   |
| 52° 56′ 45″ N, 9° 28′ 16″ O | Bleckwedel 68, Grabhügel | Durchmesser ca. 9 m und Höhe ca. 0,2 m. Schwach gewölbte Bodenerhöhung mit flach auslaufendem Rand. Mit Sonde sind Steine fühlbar. Durch Fahrspur stark gestört. | 28976835 | BW   |
| 52° 56′ 45″ N, 9° 28′ 14″ O | Bleckwedel 69, Grabhügel | Durchmesser ca. 11 m und Höhe ca. 0,75 m, ebenmäßig gewölbt. In der Mitte eine schwache Einsenkung erkennbar. Rand abgesetzt, z. T. nur mit schwachem Absatz. Im NO-Rand eine alte Eingrabung. Ein großer Findling; weitere kopfgroße Steine. Mit einer Sonde lassen sich Steine im Hügel fühlen. Auch am SW-Rand und auf dem Hügel Steine. | 28976836 | BW   |
| 52° 56′ 10″ N, 9° 28′ 49″ O | Bleckwedel 71, Grabhügel | Durchmesser ca. 12 m und Höhe ca. 0,75 m. Erscheint größer, da auf einer Bodenerhebung angelegt. In der Mitte eine alte, muldenförmige Eintiefung. Nördlicher Rand abgesetzt; übriger geht in den natürlichen Hang über. | 28976947 | BW   |
| 52° 56′ 11″ N, 9° 28′ 53″ O | Bleckwedel 72, Grabhügel | Durchmesser ca. 11 m und Höhe ca. 0,6 m. Rand schwach abgesetzt. In der Mitte eine weite, flache muldenförmige Eintiefung, einige kopfgroße Steine liegen frei. Weitere Steine mit der Sonde fühlbar. | 28976948 | BW   |
| 52° 56′ 8″ N, 9° 29′ 26″ O  | Bleckwedel 79, Burg      | Langrechteckiges Plateau, das im Süden vom dort 3 – 4 m hohen Steilhang zur Bachniederung begrenzt wird und auf der Ost- und Westseite je von einem tief eingeschnittenen künstlichen Graben. Im Norden geht das Plateau in die Hoffläche des jetzigen „Königshofes“ über. Im südlichen Bereich ist das Plateau ca. 60 m breit. Die lichte Breite der Gräben beträgt ca. 10 m. Am nördlichen Rand der Fläche sind neuzeitliche Mauerreste sichtbar, am Südhang ein neuzeitliches Backofengebäude. Es sind keine historischen Quellen bekannt, die sich auf diese Anlage beziehen ließen. Die Lage und Gestalt erinnern an den Königshof in Sittensen, sodass es sich auch hierbei um eine karolingerzeitliche Curtis handeln könnte. | 28976844 | BW   |
| 52° 56′ 12″ N, 9° 28′ 53″ O | Bleckwedel 82, Grabhügel | | 28976729 | BW   |

### Bleckwedel 1
- ID:28976970
- Vier Grabhügel, Dm. 10 – 15 m, H. 0,6 – 1 m. Vom südlichsten Grabhügel ist nur noch die nördliche Hälfte erhalten; der südliche Bereich auf Gebiet des Landkreises Heidekreis ist zerstört.

| Lage                        | Bezeichnung  | Beschreibung | ID       | Bild |
| --------------------------- | ------------ | --- | -------- | ---- |
| 52° 56′ 57″ N, 9° 30′ 43″ O | Bleckwedel 1 | Größe ca. 12 × 6 m und Höhe ca. 1 m, Südrand (im Bereich der Gemarkung Stellichte) obertägig abgetragen.                                                                                  | 28976842 | BW   |
| 52° 56′ 55″ N, 9° 30′ 43″ O | Bleckwedel 2 | Durchmesser ca. 11 m und Höhe ca. 0,8 m, ebenmäßig gewölbt; Rand schwach abgesetzt, grenzt im Nordwesten an Graben. Alte Rückespur von Nordost nach Südwest. Großer Findling am Süd-Rand. | 34821597 | BW   |
| 52° 56′ 57″ N, 9° 30′ 45″ O | Bleckwedel 3 | Durchmesser ca. 15 m und Höhe ca. 0,8 m, ebenmäßig, nur schwach gewölbt, Rand abgesetzt.                                                                                                  | 28976843 | BW   |
| 52° 56′ 57″ N, 9° 30′ 47″ O | Bleckwedel 4 | Durchmesser ca. 10 m und Höhe ca. 0,6 m, Rand allmählich auslaufend. In der Mitte schwache muldenförmige Eindellung.                                                                      | 28976826 | BW   |

### Bleckwedel 6
- ID:28976828
- Gruppe von vier Grabhügeln auf engem Raum. Einer ist obertägig schwer erkennbar.

| Lage                        | Bezeichnung  | Beschreibung | ID       | Bild |
| --------------------------- | ------------ | --- | -------- | ---- |
| 52° 56′ 31″ N, 9° 30′ 20″ O | Bleckwedel 6 | Durchmesser ca. 10 m und Höhe ca. 0,5 m, ebenmäßig gewölbt, Rand abgesetzt. Alte Eingrabungen und Kaninchenlöcher. Von Ost nach West ein Rodungswall. | 28976707 | BW   |
| 52° 56′ 30″ N, 9° 30′ 21″ O | Bleckwedel 7 | Durchmesser ca. 15 m und Höhe ca. 0,4 m, Rand flach auslaufend. Mit der Sonde wurden Steine erfasst. Obertägig kaum erkennbar. | 28976708 | BW   |
| 52° 56′ 29″ N, 9° 30′ 21″ O | Bleckwedel 8 | Klein, oval in Ost-West-Richtung, 8 × 6 m, H. bis 0,3 m. Rand sanft auslaufend. Am Rand einzelne kopfgroße Steine freiliegend; mit der Sonde sind weitere Steine im Hügel fühlbar. Oberfläche durch alte Tierbaue und Wildwechsel unregelmäßig. Kaum mehr erkennenbar. | 28976709 | BW   |
| 52° 56′ 30″ N, 9° 30′ 19″ O | Bleckwedel 9 | Durchmesser ca. 13 m und Höhe ca. 0,8 m, schön und ebenmäßig gewölbt, ohne Störung. Rand abgesetzt. Von der Südhangseite erscheint der Hügel weit über 1 m hoch. Mit der Sonde sind Steine fühlbar; drei Steine liegen frei.                                           | 28976604 | BW   |

### Bleckwedel 11
- ID:28976700
- Grabhügelfeld

| Lage                        | Bezeichnung                    | Beschreibung | ID       | Bild |
| --------------------------- | ------------------------------ | --- | -------- | ---- |
| 52° 56′ 16″ N, 9° 30′ 1″ O  | Bleckwedel 11                  | Durchmesser ca. 13 m und Höhe ca. 1 m. Ebenmäßig gewölbt. Oberfläche abgeflacht mit Eindellungen. Rand abgesetzt. Einige kopfgroße Steine freiliegend.                                           | 28976967 | BW   |
| 52° 56′ 18″ N, 9° 30′ 0″ O  | Bleckwedel 12                  | Durchmesser ca. 10 m und Höhe ca. 0,8 m. Ebenmäßig gewölbt. Rand allmählich auslaufend, im Südwesten abgesetzt.                                                                                  | 28976968 | BW   |
| 52° 56′ 19″ N, 9° 29′ 58″ O | Bleckwedel 13                  | Durchmesser ca. 13 m und Höhe ca. 1,3 m. Auf einer Bodenwelle, dadurch noch höher erscheinend. Rand abgesetzt. In der Mitte alte, flache Eingrabungen; unruhige Oberfläche durch großen Tierbau. | 28976969 | BW   |
| 52° 56′ 17″ N, 9° 29′ 58″ O | Bleckwedel 14                  | Durchmesser ca. 14 m und Höhe ca. 1,2 m. Rand abgesetzt. Über den Hügel Pflanzfurchen, am Süd-Rand alte breite Rückespur von Ost nach West.                                                      | 28976847 | BW   |
| 52° 56′ 17″ N, 9° 29′ 57″ O | Bleckwedel 15                  | Durchmesser ca. 11 m und Höhe ca. 1,1 m. Ebenmäßig gewölbt, Rand abgesetzt. In der Kuppe alte, muldenförmige Eingrabung. Tierbau.                                                                | 28976848 | BW   |
| 52° 56′ 17″ N, 9° 29′ 56″ O | Bleckwedel 16                  | Durchmesser ca. 12 m und Höhe ca. 1,3 m. Ebenmäßig gewölbt, Rand abgesetzt. In der Kuppe alte Eingrabungen. Störung durch Tierlöcher.                                                            | 28976849 | BW   |
| 52° 56′ 19″ N, 9° 29′ 55″ O | Bleckwedel 17                  | Durchmesser ca. 13 m und Höhe ca. 1,2 m. Auf einer Bodenwelle angelegt, dadurch noch höher erscheinend. Ebenmäßig gewölbt, Rand abgesetzt. In der Kuppe alte Eingrabung.                         | 28976952 | BW   |
| 52° 56′ 20″ N, 9° 29′ 53″ O | Bleckwedel 18                  | Durchmesser ca. 10 m und Höhe ca. 1,1 m. Ebenmäßig gewölbt; auf einer Bodenwelle angelegt, dadurch größer erscheinend. Rand abgesetzt. Mittig eine flache Rinne in Ost-West-Richtung.            | 28976953 | BW   |
| 52° 56′ 21″ N, 9° 29′ 52″ O | Bleckwedel 19                  | Durchmesser ca. 10 m und Höhe ca. 1,2 m. Ebenmäßig gewölbt; auf einer Bodenwelle angelegt, dadurch größer erscheinend. Rand abgesetzt. In der Kuppe alte Eingrabung.                             | 28976957 | BW   |
| 52° 56′ 20″ N, 9° 29′ 49″ O | Bleckwedel 20                  | Durchmesser ca. 10 m und Höhe ca. 0,8 m. Rand abgesetzt. In der Kuppe alte, weite Eingrabung. Pflanzfurchen von Nordost nach Südwest.                                                            | 28976832 | BW   |
| 52° 56′ 20″ N, 9° 29′ 48″ O | Bleckwedel 21                  | Durchmesser ca. 20 m und Höhe ca. 1,6 m. Rand abgesetzt. In der Kuppe alte, flache Eingrabung. Pflanzfurchen von Nordost nach Südwest.                                                           | 28976833 | BW   |
| 52° 56′ 21″ N, 9° 29′ 50″ O | Bleckwedel 22                  | Durchmesser ca. 12 m und Höhe ca. 1,1 m. Rand abgesetzt. In der Kuppe alte, tiefe Eingrabung. Pflanzfurchen von Nordost nach Südwest.                                                            | 28976834 | BW   |
| 52° 56′ 22″ N, 9° 29′ 51″ O | Bleckwedel 23                  | Durchmesser ca. 8 m und Höhe ca. 0,4 m. Rand sanft auslaufend. Von Nordost nach Südwest Pflanzfurchen, in denen 1960 teilweise ein Steinkranz sichtbar war.                                      | 28976728 | BW   |
| 52° 56′ 24″ N, 9° 29′ 48″ O | Bleckwedel 24                  | Durchmesser ca. 14 m und Höhe ca. 0,9 m. Rand teilweise abgesetzt. Einige alte Eingrabungen. | 28976825 | BW   |
| 52° 56′ 24″ N, 9° 29′ 47″ O | Bleckwedel 25                  | Durchmesser ca. 15 m und Höhe ca. 1,2 m. Oberfläche stark zergraben. | 28976824 | BW   |
| 52° 56′ 22″ N, 9° 29′ 47″ O | Bleckwedel 26, Urnengräberfeld | | 28976722 | BW   |

### Bleckwedel 31
- ID:28976831
- Ehemals elf Grabhügel. Erhalten noch sieben, Durchmesser 7 – 18 m und Höhe 0,5 – 1,2 m.

| Lage                        | Bezeichnung   | Beschreibung | ID       | Bild |
| --------------------------- | ------------- | --- | -------- | ---- |
| 52° 56′ 33″ N, 9° 28′ 36″ O | Bleckwedel 34 | Durchmesser ca. 11 m und Höhe ca. 0,4 m. Schwach gewölbt; Rand verwaschen, allmählich auslaufend. Alte Spur von Ost nach West. An der Nord-Seite angeschobener Erdwall.                              | 28976964 | BW   |
| 52° 56′ 32″ N, 9° 28′ 37″ O | Bleckwedel 35 | Durchmesser ca. 11 m und Höhe ca. 0,6 m. Nur schwach gewölbt, allmählich auslaufender Rand. Kaninchenlöcher.                                                                                         | 28976965 | BW   |
| 52° 56′ 26″ N, 9° 28′ 44″ O | Bleckwedel 36 | Durchmesser ca. 13 m und Höhe ca. 0,5 m. Abgeflachte und unregelmäßige Oberfläche durch alte Pflanzfurchen; allmählich auslaufender Rand.                                                            | 28976966 | BW   |
| 52° 56′ 29″ N, 9° 28′ 46″ O | Bleckwedel 37 | Durchmesser ca. 8 m und Höhe ca. 0,5 m. Klein aber ebenmäßig gewölbt, Rand abgesetzt, alte Pflanzfurchen, sonst keine Störung.                                                                       | 28976850 | BW   |
| 52° 56′ 28″ N, 9° 28′ 48″ O | Bleckwedel 38 | Durchmesser ca. 7 m und Höhe ca. 0,5 m. Kleine kräftige Kuppe mit abgesetztem Rand; alte Pflanzfurchen.                                                                                              | 28976851 | BW   |
| 52° 56′ 35″ N, 9° 28′ 50″ O | Bleckwedel 40 | Durchmesser ca. 15 m und Höhe ca. 1,2 m, ebenmäßig gewölbt und abgesetzter Rand. Am Rand einige kopfgroße Steine sichtbar. Kaninchenlöcher. Östliche Hälfte von Rodungswall überdeckt.               | 28976725 | BW   |
| 52° 56′ 35″ N, 9° 28′ 57″ O | Bleckwedel 41 | Durchmesser ca. 18 m und Höhe ca. 1,1 m, groß, weit, mit abgeflachter Oberfläche; abgesetzter Rand, nach SW allmählich in den Hang einer Bodenerhöhung übergehend. Von N nach S eine alte Rückespur. | 28976726 | BW   |

### Bleckwedel 58
- ID:28976602
- Ehemals neun Grabhügel, von denen sieben mit 12 – 15 Meter Durchmesser und 0,75 – 1,2 Meter Höhe erhalten sind. Zerstört sind ein Hügel im Nordosten und einer im Südwesten.

| Lage                        | Bezeichnung   | Beschreibung | ID       | Bild |
| --------------------------- | ------------- | --- | -------- | ---- |
| 52° 57′ 10″ N, 9° 29′ 20″ O | Bleckwedel 59 | Durchmesser ca. 15 m und Höhe ca. 1,1 m, Rand abgesetzt. Durch eine alte Eingrabung in der Mitte und durch mehrere tiefe Eingrabungen durch Tieraktivitäten gestört. Oberfläche sehr unregelmäßig. Im Nordbereich eine Eingrabung, 4 × 1,2 m und 0,4 m tief. Ein großer Stein sichtbar. | 28976958 | BW   |
| 52° 57′ 10″ N, 9° 29′ 23″ O | Bleckwedel 60 | Durchmesser ca. 14 m und Höhe ca. 1,2 m, ebenmäßig, Mitte abgeflacht. Rand abgesetzt mit umlaufendem, schwachem Absatz. Im NO-Rand eine alte Eingrabung. Durch Kaninchenlöcher gestört.                                                                                                 | 28976959 | BW   |
| 52° 57′ 11″ N, 9° 29′ 24″ O | Bleckwedel 61 | Durchmesser ca. 14 m und Höhe ca. 1,1 m, Oberfläche infolge alter, großer Eingrabungen stark zerklüftet. Rand abgesetzt. | 28976838 | BW   |
| 52° 57′ 10″ N, 9° 29′ 25″ O | Bleckwedel 62 | Durchmesser ca. 13 m und Höhe ca. 0,8 m, ebenmäßig, schwach gewölbt. Rand abgesetzt. Oberfläche etwas uneben, sonst keine erkennbare Störung. | 28976960 | BW   |
| 52° 57′ 12″ N, 9° 29′ 26″ O | Bleckwedel 63 | Durchmesser ca. 12 m und Höhe ca. 0,9 m, ebenmäßig gewölbt. Rand abgesetzt. Eine alte, grabenartige Eingrabung stört vom SW-Rand bis zur Mitte. | 28976839 | BW   |
| 52° 57′ 11″ N, 9° 29′ 27″ O | Bleckwedel 64 | Durchmesser ca. 14 m und Höhe ca. 0,75 m, schwach gewölbt und abgesetzter Rand. Am S-Rand einige kopfgroße Steine, unter Moos, sichtbar. | 28976840 | BW   |
| 52° 57′ 12″ N, 9° 29′ 28″ O | Bleckwedel 65 | Durchmesser ca. 13 m und Höhe ca. 1 m, ebenmäßig gewölbt und Rand abgesetzt. Stark durch Tierbaue und einen eingestürzten Tierbau gestört. | 28976710 | BW   |

## Dreessel
| Lage                        | Bezeichnung           | Beschreibung | ID       | Bild |
| --------------------------- | --------------------- | --- | -------- | ---- |
| 52° 59′ 28″ N, 9° 28′ 4″ O  | Dreessel 2, Grabhügel | Durchmesser ca. 11 m und Höhe ca. 0,7 m. Rand abgesetzt. Stark zerwühlt; grabenartige Vertiefung von Nordwest nach Südost durch den Hügel. Eingrabung im Südwest-Teil. Entlang des Südost-Randes ein Graben. | 28977084 | BW   |
| 52° 59′ 30″ N, 9° 28′ 48″ O | Dreessel 4, Grabhügel | Durchmesser ca. 10 m und Höhe ca. 0,4 m. In der Mitte flache, muldenförmige Eindellung. Rand schwach aufgewölbt und sanft auslaufend. Heute kaum erkennbar; Steinkranz freiliegend. | 28977081 | BW   |
| 52° 59′ 26″ N, 9° 28′ 59″ O | Dreessel 6, Grabhügel | Länglich in Nord-Süd-Richtung 10 × 8,5 m; H. 0,8 m. Unebenmäßig gewölbt; Rand deutlich abgesetzt. Stark zerfurcht; in der Kuppe muldenartige Vertiefung. Große Steinplatte freiliegend, davon 1 m sichtbar, am Nord-Rand zahlreiche große Steine. Am Südwest-Rand und im östlichen Bereich Sand abgetragen. Rund um große alte Vertiefungen bis 0,5 m T, als wären Findlinge ausgegraben worden. | 28977082 | BW   |
| 52° 58′ 36″ N, 9° 28′ 52″ O | Dreessel 7, Wall      | Wall mit vorgelagertem Graben auf der Gemarkungsgrenze zwischen Dreeßel und Jeddingen, der im Norden und Süden am Rande einer Niederung endet. Der erhaltene Wall erstreckt sich südlich der Straße von Dreeßel nach Jeddingen auf fast 750 Meter Länge. Er ist etwa 6 Meter breit und bis zu 1,5 Meter hoch. An der Walloberfläche liegen Feldsteine und vereinzelt auch Findlinge. Nach Westen ist ein 3-4 Meter breiter und bis 1 Meter tiefer Graben vorgelagert. Wall und Graben laufen am südlichen Ende allmählich aus. Im nördlichen. Bereich befindet sich ein Durchlass, auf den von Westen her mehrere schwach eingetiefte Wegespuren zulaufen. Unmittelbar südlich der Straße sind Wall und Graben auf einer Länge von etwa 85 Meter eingeebnet. Nördlich der Straße ist lediglich ein breiter Graben vorhanden, der nach über 6 Kilometer Länge in den Visselbach mündet. | 36997894 | BW   |
| 52° 58′ 17″ N, 9° 28′ 41″ O | Dreessel 7, Wall      | | 36998578 | BW   |

## Drögenbostel
| Lage                       | Bezeichnung                | Beschreibung | ID       | Bild |
| -------------------------- | -------------------------- | --- | -------- | ---- |
| 53° 0′ 23″ N, 9° 39′ 40″ O | Drögenbostel 6, Grabhügel  | Durchmesser ca. 12 m und Höhe ca. 0,6 m, rund. Rand allmählich auslaufend, etwas verwaschen; im Rand rinnenartige Vertiefung, wahrscheinlich durch Entnahme des Steinkranzes. Oberfläche durch alte Eingrabungen zerklüftet.                 | 28975998 | BW   |
| 53° 0′ 27″ N, 9° 39′ 42″ O | Drögenbostel 7, Grabhügel  | Durchmesser ca. 9 m und Höhe ca. 0,3 m, rund. Sehr flach gewölbt. Rand flach auslaufend. Nur noch schwer erkennbar. | 28975999 | BW   |
| 53° 0′ 32″ N, 9° 39′ 56″ O | Drögenbostel 10, Grabhügel | Durchmesser ca. 16 m und Höhe ca. 0,7 m, rund. | 28975996 | BW   |
| 53° 0′ 33″ N, 9° 39′ 56″ O | Drögenbostel 11, Grabhügel | Durchmesser ca. 15 m und Höhe ca. 0,7 m, rund. Abgeflacht; Rand sanft auslaufend. Flache Einsenkungen. | 28975997 | BW   |
| 53° 0′ 52″ N, 9° 40′ 25″ O | Drögenbostel 14, Grabhügel | Durchmesser ca. 20 m und Höhe ca. 0,9 m, rund. Ebenmäßig gewölbt, nach Südwesten geneigt. Oberfläche durch Tiergänge zerwühlt. | 28975769 | BW   |
| 53° 0′ 54″ N, 9° 40′ 25″ O | Drögenbostel 15, Grabhügel | Durchmesser ca. 20 m und Höhe ca. 0,9 m, rund. Ebenmäßig gewölbt. Oberfläche durch Tiergänge zerwühlt. Im Südwest-Teil alte Eingrabung. Pflanzfurchen; starke Störung durch breite tiefe Rückespur über die Süd-Hälfte.                      | 28975872 | BW   |
| 53° 0′ 46″ N, 9° 39′ 5″ O  | Drögenbostel 27, Grabhügel | Durchmesser ca. 18 m und Höhe ca. 0,7 m, Rand allmählich auslaufend. Osthälfte etwas abgetragen. Drei Vorratsmieten, 1 × 4 m, T. 0,4 m. | 28975885 | BW   |
| 53° 0′ 59″ N, 9° 40′ 2″ O  | Drögenbostel 29, Grabhügel | Durchmesser ca. 9 m und Höhe ca. 0,6 m, rund. Stark gewölbt, nach Süden Gelände weiter fallend. Südrand durch Pfad abgetragen; alte Eingrabungen und Pflanzfurchen.                                                                          | 28976130 | BW   |
| 53° 1′ 1″ N, 9° 39′ 12″ O  | Drögenbostel 49, Grabhügel | Durchmesser ca. 11 m und Höhe ca. 0,6 m, unebenmäßig gewölbt und läuft nach Osten hin flach aus, im Norden und Süden Rand abgesetzt. In der Kuppe eine leichte muldenartige Vertiefung. Hier wurden mit der Sonde faustgroße Steine erfasst. | 28976124 | BW   |

### Drögenbostel 1
- ID:28976128
- Gruppe von ehemals fünf bis sechs Grabhügeln, von denen drei mit 13 – 20 m Durchmesser und 0,2 – 0,5 m Höhe noch erhalten sind. 1956 wurde durch G. Jacob-Friesen ein bereits durch Pflügen stark verschliffener und gestörter Hügel untersucht. Es konnten ein Steinkranz von 10 m Durchmesser sowie Reste von drei Baumsargbestattungen der älteren Bronzezeit freigelegt werden. An Funden wurden lediglich wenige Keramikscherben geborgen.

| Lage                       | Bezeichnung    | Beschreibung | ID       | Bild |
| -------------------------- | -------------- | --- | -------- | ---- |
| 53° 0′ 15″ N, 9° 39′ 18″ O | Drögenbostel 3 | Durchmesser ca. 13 m und Höhe ca. 0,2 m, rund. Rand flach auslaufend. Unebene Oberfläche durch alte Kaninchenlöcher. | 28976117 | BW   |
| 53° 0′ 16″ N, 9° 39′ 19″ O | Drögenbostel 4 | Durchmesser ca. 20 m und Höhe ca. 0,2 m, rundlich. Rand flach auslaufend. Hügel nur noch schwer erkennbar. | 28976118 | BW   |
| 53° 0′ 16″ N, 9° 39′ 24″ O | Drögenbostel 5 | Durchmesser ca. 18 m und Höhe ca. 0,5 m, rundlich. Rand sanft auslaufend. Oberfläche durch alte und neue Tierbaue zerklüftet. Am Südwest-Rand Steine verschiedener Größe angeschüttet; in der Umgebung verstreut große Findlinge. | 28976119 | BW   |

### Drögenbostel 18
- ID:28975898
- Grabhügelfeld

| Lage                       | Bezeichnung     | Beschreibung | ID       | Bild |
| -------------------------- | --------------- | --- | -------- | ---- |
| 53° 1′ 9″ N, 9° 39′ 39″ O  | Drögenbostel 18 | Durchmesser ca. 10 m und Höhe ca. 0,3 m, rund. Westseite abgeflacht und sanft auslaufend, Oberfläche leicht zerwühlt und muldenartig eingesenkt. | 28975899 | BW   |
| 53° 1′ 11″ N, 9° 39′ 37″ O | Drögenbostel 19 | Durchmesser ca. 13 m und Höhe ca. 0,35 m, rund. Zur Ost-Seite abgeflacht und sanft auslaufend. Oberfläche leicht zerwühlt und beschädigt, nur im westlichen Bereich ungestört.                                                                               | 28975991 | BW   |
| 53° 1′ 13″ N, 9° 39′ 41″ O | Drögenbostel 25 | Durchmesser ca. 12 m und Höhe ca. 0,6 m. Ebenmäßig schwach gewölbt; Rand allmählich auslaufend. Fast vollständig unter Rodungswall verschüttet; kaum mehr als Grabhügel zu erkennen. West-Rand liegt frei. Über diesen eine alte Wegespur von Nord nach Süd. | 28975883 | BW   |

### Drögenbostel 37
- ID:28976019
- Gruppe von 16 Grabhügeln. Die meisten rundlich mit Dm. 7 – 16,5 m, zwei Hügel oval, H. 0,4 – 1 m.

| Lage                      | Bezeichnung     | Beschreibung | ID       | Bild |
| ------------------------- | --------------- | --- | -------- | ---- |
| 53° 1′ 0″ N, 9° 40′ 23″ O | Drögenbostel 37 | Durchmesser ca. 7 m und Höhe ca. 0,6 m. Annähernd rund. Durch Pflanzfurchen gestört. | 28976112 | BW   |
| 53° 1′ 1″ N, 9° 40′ 20″ O | Drögenbostel 38 | Durchmesser ca. 10 m und Höhe ca. 0,5 m. Annähernd rund. Durch Pflanzfurchen und alten Tierbau gestört. | 28976113 | BW   |
| 53° 1′ 1″ N, 9° 40′ 12″ O | Drögenbostel 39 | Durchmesser ca. 12 m und Höhe ca. 0,8 m. Annähernd rund. Süd-Hälfte durch Fahrweg beschädigt. | 28975992 | BW   |
| 53° 1′ 3″ N, 9° 40′ 16″ O | Drögenbostel 40 | Durchmesser ca. 12 m und Höhe ca. 0,6 m, rund. Ebenmäßig gewölbt, Rand abgesetzt. An der Oberfläche Einkuhlungen, in der Kuppenmitte kleine Einsenkung. Störung durch Pflanzfurchen.                                                                  | 28975993 | BW   |
| 53° 1′ 3″ N, 9° 40′ 14″ O | Drögenbostel 41 | Durchmesser ca. 12 m und Höhe ca. 0,6 m, rund. Ebenmäßig gewölbt. Im Süden alte Eingrabung von 1,5 × 2,3 m, T. 0,3 m; im östlichen Bereich weitere kleine Einsenkung. Süd-Rand durch alte Rückespur leicht beschädigt. Störungen durch Pflanzfurchen. | 28975994 | BW   |
| 53° 1′ 3″ N, 9° 40′ 13″ O | Drögenbostel 42 | Durchmesser ca. 8 m und Höhe ca. 0,6 m. Ebenmäßig gewölbt. Störungen durch Pflanzfurchen. | 28976016 | BW   |
| 53° 1′ 2″ N, 9° 40′ 12″ O | Drögenbostel 43 | Durchmesser ca. 10,5 m und Höhe ca. 0,5 m. Ebenmäßig gewölbt. Im Nord-Bereich Störung durch alte Fahrspur und Pflanzfurchen in Ost-West-Richtung. | 28976017 | BW   |
| 53° 1′ 2″ N, 9° 40′ 10″ O | Drögenbostel 44 | Durchmesser ca. 13,5 m und Höhe ca. 1 m. Ebenmäßig gewölbt. Im südlichen Bereich Eingrabung von ca. 2 × 1 m und T. 0,5 m. Stark durch tiefe Rückespuren von Nord nach Süd gestört; teilweise Sandkern sichtbar.                                       | 28976018 | BW   |
| 53° 1′ 3″ N, 9° 40′ 11″ O | Drögenbostel 45 | Durchmesser ca. 13 m und Höhe ca. 0,4 m. Ebenmäßig gewölbt. Störungen durch Pflanzfurchen. | 28976007 | BW   |
| 53° 1′ 2″ N, 9° 40′ 8″ O  | Drögenbostel 46 | Durchmesser ca. 10,5 m und Höhe ca. 0,6 m. Unebenmäßig gewölbt; Rand abgesetzt. Stark durch von Nordwest nach Südost verlaufende Fahrspuren gestört.                                                                                                  | 28976008 | BW   |
| 53° 1′ 2″ N, 9° 40′ 7″ O  | Drögenbostel 47 | Durchmesser ca. 11 m und Höhe ca. 0,5 m. Ebenmäßig gewölbt. Rand abgesetzt, im Norden auslaufend. Oberfläche teilweise uneben. | 28976009 | BW   |
| 53° 1′ 2″ N, 9° 40′ 6″ O  | Drögenbostel 48 | Durchmesser ca. 9,5 m und Höhe ca. 0,55 m. Ebenmäßig gewölbt; Rand deutlich abgesetzt, im Nordosten auslaufend. | 28976123 | BW   |
| 53° 1′ 1″ N, 9° 40′ 18″ O | Drögenbostel 53 | Oval, etwa Ost-West orientiert; L. 14 m, Br. 11 m; H. bis 0,8 m. | 28976132 | BW   |
| 53° 1′ 0″ N, 9° 40′ 20″ O | Drögenbostel 54 | Oval, etwa Ost-West orientiert; L. 13 m, Br. 7 m; H. bis 0,7 m. Ebenmäßig gewölbt. Durch Pflanzfurchen gestört. | 28976133 | BW   |
| 53° 1′ 2″ N, 9° 40′ 17″ O | Drögenbostel 56 | Durchmesser ca. 9 m und Höhe ca. 0,6 m. Annähernd rund. Am Rand Pflanzfurchen; über den Hügel führt eine Schneise. | 28976134 | BW   |
| 53° 1′ 2″ N, 9° 40′ 18″ O | Drögenbostel 57 | Durchmesser ca. 7 m und Höhe ca. 0,4 m. Annähernd rund. Durch Pflanzfurchen gestört. | 28976135 | BW   |

## Hiddingen
| Lage                        | Bezeichnung             | Beschreibung | ID       | Bild |
| --------------------------- | ----------------------- | --- | -------- | ---- |
| 52° 59′ 8″ N, 9° 40′ 23″ O  | Hiddingen 4, Grabhügel  | Durchmesser ca. 20 m und Höhe ca. 0,4 m, rund. Oberfläche unregelmäßig; Störung durch große Tierbaue. | 28976002 | BW   |
| 52° 59′ 38″ N, 9° 39′ 29″ O | Hiddingen 21, Grabhügel | Durchmesser ca. 15 m und Höhe ca. 0,7 m, rund. Tiefe Pflanzfurchen in Südwest-Nordost-Richtung. | 28975896 | BW   |
| 52° 59′ 32″ N, 9° 39′ 25″ O | Hiddingen 22, Grabhügel | Durchmesser ca. 19 m und Höhe ca. 0,6 m, schwach gewölbt. Rand sanft auslaufend. Kuppe in der Mitte eingesenkt; Oberfläche durch Tierbaue unruhig, Steine und Findlinge sichtbar. Über den Süd-Teil eine Rückespur in Ost-West Richtung.                                                                                         | 28975897 | BW   |
| 52° 59′ 29″ N, 9° 39′ 29″ O | Hiddingen 23, Grabhügel | Durchmesser ca. 12 m und Höhe ca. 0,4 m, abgeflacht, Oberfläche unregelmäßig. Rand allmählich auslaufend. | 28975875 | BW   |
| 52° 59′ 18″ N, 9° 38′ 31″ O | Hiddingen 25, Grabhügel | Durchmesser ca. 11 m und Höhe ca. 0,6 m. Südliches Drittel durch Feldweg und Graben abgetragen. Oberfläche abgeflacht; Kuppe schwach eingesenkt, darin einige kopfgroße Steine freiliegend. Rand allmählich auslaufend. In der südlichen Hälfte große Einsenkung von 1,5 × 1,5 m. Nordwest-Rand teils durch Anschüttung gestört. | 28975877 | BW   |
| 53° 0′ 11″ N, 9° 39′ 11″ O  | Hiddingen 26, Grabhügel | Durchmesser ca. 16 m und Höhe ca. 0,3 m, rund. Südliches Drittel durch Graben abgetrennt, im Norden Acker angrenzend. Am Westrand Findlinge. Im Zentrum zwei Mulden. | 28975881 | BW   |

### Hiddingen 1
- ID:28975779
- Drei Grabhügel.

| Lage                        | Bezeichnung | Beschreibung | ID       | Bild |
| --------------------------- | ----------- | --- | -------- | ---- |
| 52° 59′ 19″ N, 9° 40′ 13″ O | Hiddingen 1 | Durchmesser ca. 20 m und Höhe ca. 1,3 m, rund. Nordwest- und Ost-Rand durch Fahrspuren leicht beschädigt.         | 28975870 | BW   |
| 52° 59′ 18″ N, 9° 40′ 14″ O | Hiddingen 2 | Durchmesser ca. 14 m und Höhe ca. 0,4 m, rund.                                                                    | 28975871 | BW   |
| 52° 59′ 19″ N, 9° 40′ 12″ O | Hiddingen 3 | Durchmesser ca. 20 m und Höhe ca. 0,5 m, rund. Mit Pflanzenfurchen überzogen; im östlichen Bereich eine Fahrspur. | 28976001 | BW   |

### Hiddingen 6
- ID:28975770
- Gruppe von 12 Grabhügeln mit Dm. 8 – 21 m und H. 0,3 – 1,5 m. Von kleinen Störungen abgesehen alle gut erhalten.

| Lage                        | Bezeichnung  | Beschreibung | ID       | Bild |
| --------------------------- | ------------ | --- | -------- | ---- |
| 52° 59′ 17″ N, 9° 39′ 52″ O | Hiddingen 6  | Durchmesser ca. 11,5 m und Höhe ca. 0,8 m. Ebenmäßig gewölbt, Rand ebenmäßig auslaufend. Am Nord-Rand etwa 2 m tiefer Krater, Dm. rund 7 m. | 28975771 | BW   |
| 52° 59′ 16″ N, 9° 39′ 51″ O | Hiddingen 7  | Durchmesser ca. 8 m und Höhe ca. 0,3 m. Ebenmäßig, Rand flach auslaufend. Stark gestört, kaum noch als Grabhügel erkennbar, südöstlich liegt FStNr. 8. Zwischen beiden Hügeln verläuft ein grabenartiger Einschnitt in Nordost-Südwest-Richtung. | 28975772 | BW   |
| 52° 59′ 16″ N, 9° 39′ 51″ O | Hiddingen 8  | Durchmesser ca. 21 m und Höhe ca. 1,5 m. Etwas abgeflacht, Rand deutlich abgesetzt. Einige ältere Störungen wieder bewachsen | 28976120 | BW   |
| 52° 59′ 16″ N, 9° 39′ 49″ O | Hiddingen 9  | Durchmesser ca. 14 m und Höhe ca. 0,5 m. Ebenmäßig gewölbt, Rand abgesetzt. | 28976121 | BW   |
| 52° 59′ 16″ N, 9° 39′ 48″ O | Hiddingen 10 | Durchmesser ca. 15 m und Höhe ca. 1 m. Rand abgesetzt, im Osten leicht angeschnitten. Nord-Hälfte deutlich flacher als Süd-Hälfte. Ältere, kleine Sandentnahmen und Störung durch große Tierbaue.                                                | 28976122 | BW   |
| 52° 59′ 14″ N, 9° 39′ 42″ O | Hiddingen 11 | Durchmesser ca. 14 m und Höhe ca. 1 m, rund. Mit Pflanzenfurchen überzogen. | 28976010 | BW   |
| 52° 59′ 16″ N, 9° 39′ 45″ O | Hiddingen 12 | Durchmesser ca. 15 m und Höhe ca. 1 m. Ebenmäßig gewölbt. Rand abgesetzt; im Nordosten leicht von Waldweg angeschnitten. Über den Hügel deutliche Pflanzfurchen.                                                                                 | 28976011 | BW   |
| 52° 59′ 18″ N, 9° 39′ 46″ O | Hiddingen 13 | Langgezogen-oval in Nord-Süd-Richtung, Dm. 18 × 10 m; H. ca 1,2 m. Ebenmäßig gewölbt; Rand abgesetzt. | 28976012 | BW   |
| 52° 59′ 19″ N, 9° 39′ 48″ O | Hiddingen 14 | Durchmesser ca. 16 m und Höhe ca. 1,2 m. Ebenmäßig gewölbt, Rand abgesetzt. Durch Tierbaue etwas unruhige Oberfläche. | 28976004 | BW   |
| 52° 59′ 20″ N, 9° 39′ 47″ O | Hiddingen 15 | Durchmesser ca. 15 m und Höhe ca. 1 m. Ebenmäßig gewölbt, abgeflacht; Rand abgesetzt. Im Norden eine rechteckige Eingrabung von ca. 1,6 × 2 m, T. 0,8 m.                                                                                         | 28976005 | BW   |
| 52° 59′ 20″ N, 9° 39′ 49″ O | Hiddingen 16 | Durchmesser ca. 13 m und Höhe ca. 1 m. Ebenmäßig gewölbt; Rand deutlich abgesetzt. | 28976006 | BW   |
| 52° 59′ 20″ N, 9° 39′ 44″ O | Hiddingen 17 | Durchmesser ca. 10 m und Höhe ca. 0,5 m. Flach mit sanft auslaufendem Rand. | 28975886 | BW   |

### Hiddingen 28
- ID:28975300
- Gruppe von ehemals 18 Grabhügeln. Erhalten sind noch zehn mit 10 – 20 m Durchmesser und 0,4 – 1,0 m Höhe sowie der Rest eines weiteren.

| Lage                       | Bezeichnung  | Beschreibung | ID       | Bild |
| -------------------------- | ------------ | --- | -------- | ---- |
| 53° 0′ 39″ N, 9° 38′ 47″ O | Hiddingen 28 | Sichelförmiger Rest eines Grabhügels. L. in Nordost-Südwest-Richtung 13 m; Br. 3 m; H. bis 0,4 m. Nordbereich abgetragen.                                                                                      | 28976114 | BW   |
| 53° 0′ 37″ N, 9° 38′ 45″ O | Hiddingen 29 | Durchmesser ca. 20 m und Höhe ca. 1 m, rund. Nördliches Drittel durch angrenzenden Weg abgetragen. Am Nord-Rand kleine bis mittelgroße mit Moos überwachsene Findlinge. Im Südwesten grabenförmige Vertiefung. | 28976115 | BW   |
| 53° 0′ 41″ N, 9° 38′ 35″ O | Hiddingen 32 | Durchmesser ca. 18 m und Höhe ca. 0,7 m, rundlich. Ränder durch Aufforstungsarbeiten abgetragen. Plateauähnliche Oberfläche; am West-Rand Erde bis 0,5 m höher angeschüttet.                                   | 28976014 | BW   |
| 53° 0′ 41″ N, 9° 38′ 35″ O | Hiddingen 33 | Durchmesser ca. 10 m und Höhe ca. 0,6 m, rund. Ostrand durch angrenzende Weide abgetragen. | 28976015 | BW   |
| 53° 0′ 42″ N, 9° 38′ 34″ O | Hiddingen 34 | Durchmesser ca. 10 m und Höhe ca. 0,8 m, rund. Östlicher Bereich obertägig abgetragen. | 28975889 | BW   |
| 53° 0′ 41″ N, 9° 38′ 34″ O | Hiddingen 35 | Durchmesser ca. 12 m und Höhe ca. 0,6 m. Rand schwach abgesetzt; im Südosten durch möglichen Sandabtrag gestört. Oberfläche durch Tierbauten uneben und abgeflacht.                                            | 28975890 | BW   |
| 53° 0′ 41″ N, 9° 38′ 33″ O | Hiddingen 36 | Durchmesser ca. 13 m und Höhe ca. 0,6 m, rund. Oberfläche leicht zerfurcht. | 28975891 | BW   |
| 53° 0′ 40″ N, 9° 38′ 33″ O | Hiddingen 37 | Durchmesser ca. 16 m und Höhe ca. 0,8 m, rund. Oberfläche unregelmäßig. Im Südwesten angeschobene Rodungsrückstände.                                                                                           | 38135117 | BW   |
| 53° 0′ 41″ N, 9° 38′ 31″ O | Hiddingen 38 | Durchmesser ca. 11 m und Höhe ca. 0,7 m, rund. Ränder durch Aufforstungsarbeiten abgetragen; Störungen durch Tierbaue.                                                                                         | 38135127 | BW   |
| 53° 0′ 40″ N, 9° 38′ 31″ O | Hiddingen 39 | Durchmesser ca. 12 m und Höhe ca. 0,6 m, rund. Rand durch Aufforstungsarbeiten abgetragen. | 38135143 | BW   |
| 53° 0′ 39″ N, 9° 38′ 31″ O | Hiddingen 40 | Durchmesser ca. 16 m und Höhe ca. 0,7 m, rund. Nordost- und Südost-Rand durch Aufforstungsarbeiten abgetragen. Oberfläche leicht unregelmäßig. Im Süden wallartig Rodungsrückstände angeschoben.               | 38135156 | BW   |

## Jeddingen
| Lage                        | Bezeichnung                   | Beschreibung | ID       | Bild |
| --------------------------- | ----------------------------- | --- | -------- | ---- |
| 52° 58′ 10″ N, 9° 29′ 7″ O  | Jeddingen 6, Grabhügel        | Durchmesser ca. 14 m und Höhe ca. 1 m, Nord-Ost-Hälfte einplaniert. Oberfläche durch Dachsbau erheblich gestört; alte Eingrabungen.                                                                                                | 28976741 | BW   |
| 52° 58′ 9″ N, 9° 29′ 4″ O   | Jeddingen 7, Grabhügel        | Durchmesser ca. 17 m und Höhe ca. 1 m, unebenmäßig gewölbt. Am Nordost- und Süd-Rand Sandentnahmestellen. | 28976733 | BW   |
| 52° 58′ 9″ N, 9° 29′ 1″ O   | Jeddingen 8, Grabhügel        | Durchmesser ca. 12 m und Höhe ca. 0,4 m, unebenmäßig gewölbt. Rand abgesetzt, Süd-Seite etwas eingesunken. | 28976734 | BW   |
| 52° 58′ 49″ N, 9° 29′ 44″ O | Jeddingen 9, Verhüttungsplatz | Ebenmäßig gewölbte kleine runde Kuppe; Dm. 6 m, H. 0,6 m. An der Oberfläche verziegelter Lehm. | 28976735 | BW   |
| 52° 58′ 25″ N, 9° 31′ 52″ O | Jeddingen 13, Grabhügel       | Dm. 12 m in Ost-West-Richtung, 14,5 m in Nord-Süd-Richtung; H. 1,1 m, unebenmäßig gewölbt. Gesamte Hügelkuppe in einer Fläche von 5,5 × 7,5 m bis zu 0,5 m tief abgegraben, am Südost-Rand bis 1,3 m tiefe Eingrabung von 4 × 1 m. | 28976882 | BW   |

## Kettenburg
| Lage                        | Bezeichnung                 | Beschreibung | ID       | Bild |
| --------------------------- | --------------------------- | --- | -------- | ---- |
| 52° 57′ 9″ N, 9° 32′ 41″ O  | Kettenburg 1, Grabhügel     | Nur noch in Resten vorhanden; Dm. ca. 28 m; H noch. 0,45 - 1 m. Oberfläche stark durchwühlt und einzelne kopfgroße Steine freiliegend, was auf alte Grabungstätigkeiten hindeutet. Durch aktiven Dachsbau erheblich gestört. | 28976750 | BW   |
| 52° 57′ 28″ N, 9° 33′ 55″ O | Kettenburg 10, Burg         | Reste einer Burganlage in der sumpfigen Niederung östlich der Lehrde. Auf einer Fläche von etwa 60 Meter Durchmesser befinden sich schwache Bodenerhöhungen, zumeist aus Backsteinen, und zugeworfene Grabenreste. Im Zentrum liegt eine Anhöhe von etwa 15 m Durchmesser und 1,3 m Höhe, der ehemalige Standort einer Turmburg. Diese Burg könnte Ende des 12. Jh. errichtet und ab dem 13. Jh. durch Ausbauten erweitert worden sein. 1347 wird die Burg erstmals urkundlich erwähnt und galt als Grenzbefestigung der Braunschweig-Lüneburger Herzöge gegen das Bistum Verden. Sie hat einige Male den Besitzer gewechselt. Unter Vogt Henning von Havichorst wurde um 1362 ein neues Haus erbaut. Nachdem diese Burg 1383 zerstört worden war, blieb der Platz unbebaut bis 1470 erneut eine Befestigung und eine Kapelle errichtet wurden, die nach 1744 verfielen. Von 1875 bis 1878 wurde dann ein Schloss mit Kapelle errichtet, das 1960 wegen Baufälligkeit wieder abgerissen wurde. | 28976863 |      |
| 52° 57′ 32″ N, 9° 34′ 51″ O | Kettenburg 15, Grenzstein   | Ungefähr an seinem ursprünglichen Standort an der ehemaligen Grenze zwischen dem Stift Verden und dem Fürstentum Lüneburg. Der plattenförmig zugeschlagene um 1 Meter lange Sandstein ist etwa 0,6 m breit und 0,25 m dick. Die nördliche Seite mit dem Verdener Nagelkreuz weist Beschädigungen auf. Auf der südlichen Seite zeigt er das gut erhaltene Wappen mit dem Lüneburger Löwen. Laut der Verdener Bischofs-Chronik des Cyriakus Spangenberg ließ der Bischof von Verden die Steine im Jahre 1576 als Grenzmarken setzen. | 28976731 | BW   |
| 52° 57′ 53″ N, 9° 34′ 14″ O | Kettenburg 16, Wall         | Verlauf über 100 m in Nordnordwest-Südsüdost-Richtung. Profil annähernd trapezförmig; Br. 7 m; First-Br. ca. 1 m; H. bis 1,5 m. Die Funktion des Walles ist unklar. Es handelt sich wahrscheinlich um einen Damm, der die Überquerung der Niederung zwischen dem Limmerfeld im Nordwesten und dem Forthsfeld im Südosten ermöglichte. | 28976732 | BW   |
| 52° 57′ 24″ N, 9° 33′ 40″ O | Kettenburg 20, Grenzstein   | Der plattenförmig zugeschlagene Sandstein ist über 1 Meter lang, etwa 0,6 Meter breit und 0,2 Meter dick. Auf der einen Seite zeigt er das Wappen mit dem Lüneburger Löwen, auf der anderen Seite das Verdener Nagelkreuz. Nach der Verdener Bischofschronik des Cyriakus Spangenberg ließ der Bischof von Verden die Grenze zwischen dem Stift Verden und dem Fürstentum Lüneburg im Jahre 1576 mit Grenzsteinen kennzeichnen. Der ursprüngliche Standort des Steins liegt nördlich von Gut Kettenburg östlich der Straße nach Neu Wehnsen neben der Einmündung des Limmer Weges. Unweit westlich des Originalstandortes wurde durch den Landkreis eine Nachbildung aufgestellt. | 28976871 | BW   |
| 52° 57′ 16″ N, 9° 32′ 51″ O | Kettenburg 22, Schnedehügel | Ehemals rund, Dm. ca. 5 m; H. bis 0,7 m. Im Nordosten von der Straße angeschnitten. Im Südwesten kleine Einkuhlung. Einer der Erdhügel, die entlang der Grenze zwischen dem Bistum Verden und dem Herzogtum Braunschweig-Lüneburg aufgeschüttet wurden. | 28976872 | BW   |

## Lüdingen
| Lage                       | Bezeichnung           | Beschreibung | ID       | Bild |
| -------------------------- | --------------------- | --- | -------- | ---- |
| 53° 1′ 27″ N, 9° 28′ 21″ O | Lüdingen 1, Grabhügel | Durchmesser ca. 12,5 m und Höhe ca. 0,8 m. Unebenmäßig gewölbt. Rand deutlich abgesetzt. Einige leichte muldenförmige Vertiefungen.                                      | 28976632 | BW   |
| 53° 1′ 27″ N, 9° 28′ 27″ O | Lüdingen 2, Grabhügel | Durchmesser ca. 14 m und Höhe ca. 0,8 m. Unebenmäßig gewölbt. Rand deutlich abgesetzt; Eindellungen. Trigonometrischer Punkt (48,7) auf der abgeplatteten Hügelmitte.    | 28976633 | BW   |
| 53° 1′ 23″ N, 9° 28′ 21″ O | Lüdingen 3, Grabhügel | Durchmesser ca. 14 m und Höhe ca. 1,5 m, rund. Unebenmäßig, abgeflacht. Nord-West-Rand deutlich abgesetzt, sonst flach auslaufend. Muldenartige Vertiefung in der Mitte. | 28976634 | BW   |

## Nindorf
| Lage                        | Bezeichnung              | Beschreibung | ID       | Bild |
| --------------------------- | ------------------------ | --- | -------- | ---- |
| 52° 59′ 35″ N, 9° 31′ 56″ O | Nindorf 4, Grabhügelfeld | | 28976870 | BW   |
| 52° 59′ 35″ N, 9° 31′ 55″ O | Nindorf 6, Grabhügel     | Durchmesser ca. 10,5 m und Höhe ca. 0,6 m. unebenmäßig gewölbt. Süd-Rand abgesetzt; im Südteil eine grabenartige Vertiefung. In der Nähe liegen große Felsstücke. | 28976624 | BW   |

## Ottingen
| Lage                        | Bezeichnung            | Beschreibung | ID       | Bild |
| --------------------------- | ---------------------- | --- | -------- | ---- |
| 52° 57′ 36″ N, 9° 37′ 56″ O | Ottingen 8, Grenzstein | Grenzstein unmittelbar nördlich vor flachen Grenzwall; ursprünglich auf einem halbkugeligen Erdhügel, der heute nicht mehr erkennbar ist. Der plattenförmig zugeschlagene rötliche Wesersandstein hat eine Länge von etwa 1 m, eine Breite von etwa 0,55 m und eine Dicke von gut 0,2 m. Auf der einen Seite trägt der Stein das Wappen mit dem Löwen des Fürstentums Lüneburg und auf der anderen das Wappenschild mit dem Nagelkreuz des Stifts Verden. Eine der Schmalseiten weist etwa 0,6 m über dem Boden ein Kreuz auf. Auf der Oberkante des Steins eine Schleifmulde. Der Stein ist einer der letzten Grenzsteine, die laut der Verdener Bischofschronik im Jahre 1576 vom Bischof von Verden als Grenzmarken gesetzt wurden. Er ist noch vermessender Grenzstein. | 28975420 | BW   |
| 52° 57′ 38″ N, 9° 36′ 51″ O | Ottingen 13, Grabhügel | | 28972727 | BW   |
| 52° 57′ 38″ N, 9° 36′ 51″ O | Ottingen 14, Grabhügel | | 28972729 | BW   |

## Rosebruch
| Lage                       | Bezeichnung                           | Beschreibung | ID       | Bild           |
| -------------------------- | ------------------------------------- | ------------ | -------- | -------------- |
| 53° 2′ 33″ N, 9° 34′ 24″ O | Rosebruch 7, Turmhügelburg Radesbroke |              | 28975900 | Weitere Bilder |

## Schwitschen
| Lage                        | Bezeichnung               | Beschreibung | ID       | Bild |
| --------------------------- | ------------------------- | ------------ | -------- | ---- |
| 52° 59′ 12″ N, 9° 37′ 36″ O | Schwitschen 45, Grabhügel |              | 28976044 | BW   |

### Schwitschen 1
- ID:28975663
- Gruppe von ehemals 23 Grabhügeln in der Gemarkung Schwitschen. Erhalten sind 18 Grabhügel mit Dm. 11 – 19 m und  H. 0,4 – 1 m. Vier der Grabhügel sind obertägig zerstört; einer wurde 1964 ausgegraben. Dieser Hügel besaß einen inneren Steinkranz mit halbkreisförmigen Erweiterungen. Im Innern des Steinkranzes fanden sich zwei Steinsetzungen mit Brandbestattungen, von denen eine eine Haarknotenfibel der älteren Bronzezeit enthielt.

| Lage                        | Bezeichnung    | Beschreibung | ID       | Bild |
| --------------------------- | -------------- | --- | -------- | ---- |
| 52° 59′ 20″ N, 9° 38′ 49″ O | Schwitschen 1  | Durchmesser ca. 14 m und Höhe ca. 0,5 m, rundlich. Oberfläche zerfurcht; alte Tierbaue. | 28975561 | BW   |
| 52° 59′ 19″ N, 9° 38′ 46″ O | Schwitschen 2  | Durchmesser ca. 15 m und Höhe ca. 0,6 m, rundlich. Oberfläche zerfurcht. | 28975562 | BW   |
| 52° 59′ 19″ N, 9° 38′ 48″ O | Schwitschen 3  | Durchmesser ca. 15 m und Höhe ca. 1 m, rund. Oberfläche zerfurcht; Tiergänge. | 28975563 | BW   |
| 52° 59′ 18″ N, 9° 38′ 47″ O | Schwitschen 6  | Durchmesser ca. 17 m und Höhe ca. 0,7 m, rund. Abgeflacht; Rand leicht abgesetzt, im Südosten abgepflügt. Oberfläche wellig und zerfurcht. | 28975783 | BW   |
| 52° 59′ 13″ N, 9° 38′ 45″ O | Schwitschen 9  | Durchmesser ca. 15 m und Höhe ca. 0,6 m, rund. Durch Tierbaue gestört. | 28976148 | BW   |
| 52° 59′ 14″ N, 9° 38′ 40″ O | Schwitschen 10 | Durchmesser ca. 12 m und Höhe ca. 0,5 m, rund. Ebenmäßig gewölbt mit sanft abfallendem Rand. Pflanzfurchen. | 28975921 | BW   |
| 52° 59′ 13″ N, 9° 38′ 39″ O | Schwitschen 11 | Durchmesser ca. 14 m und Höhe ca. 0,8 m, rund. Ebenmäßig gewölbt; Rand.abgesetzt. Oberfläche leicht wellig. | 28975922 | BW   |
| 52° 59′ 13″ N, 9° 38′ 38″ O | Schwitschen 12 | Durchmesser ca. 15 m und Höhe ca. 0,4 m, rund. Rand allmählich auslaufend. Mitte schwach eingesenkt. Oberfläche zerfurcht; über die West-Hälfte verläuft eine tiefe Rückespur in Nordost-Südwest-Richtung.                                                 | 28975923 | BW   |
| 52° 59′ 13″ N, 9° 38′ 37″ O | Schwitschen 13 | Durchmesser ca. 14 m und Höhe ca. 0,4 m, rund. Abgeflacht; Rand abgesetzt. Oberfläche zerwühlt und zerfurcht; über die West-Hälfte verläuft eine tiefe Rückespur in Nordost-Südwest-Richtung.                                                              | 28975909 | BW   |
| 52° 59′ 13″ N, 9° 38′ 35″ O | Schwitschen 14 | Durchmesser ca. 12 m und Höhe ca. 0,5 m, rund. Schwach gewölbt, Rand sanft auslaufend. Im Westen grenzt ein Acker an. | 28975910 | BW   |
| 52° 59′ 14″ N, 9° 38′ 36″ O | Schwitschen 15 | Durchmesser ca. 17 m und Höhe ca. 0,5 m, rund. Schwach gewölbt, Rand sanft auslaufend. Wellige Oberfläche durch Tiergänge und Pflanzfurchen; etwa mittig Rückespur von Nordost nach Südwest.                                                               | 28975917 | BW   |
| 52° 59′ 14″ N, 9° 38′ 37″ O | Schwitschen 16 | Durchmesser ca. 12 m und Höhe ca. 0,3 m, rund. Flach, Rand flach auslaufend. Durch Tiergänge unregelmäßige Oberfläche; Rückespur in Nordost-Südwest-Richtung.                                                                                              | 28976038 | BW   |
| 52° 59′ 14″ N, 9° 38′ 38″ O | Schwitschen 17 | Durchmesser ca. 13 m und Höhe ca. 0,5 m, rund. Schwach gewölbt mit allmählich auslaufendem Rand. Oberfläche wellig durch Tiergänge und Pflanzfurchen. | 28976039 | BW   |
| 52° 59′ 15″ N, 9° 38′ 37″ O | Schwitschen 18 | Durchmesser ca. 14 m und Höhe ca. 0,7 m, rund. Abgeflacht; Rand leicht abgesetzt. Oberfläche wellig durch Tiergänge und Pflanzfurchen. | 28976040 | BW   |
| 52° 59′ 16″ N, 9° 38′ 40″ O | Schwitschen 19 | Durchmesser ca. 15 m und Höhe ca. 1 m, rund. Ebenmäßig gewölbt; Rand allmählich auslaufend. Oberfläche zerfurcht. Am Nord-Rand Steine sichtbar. | 28976143 | BW   |
| 52° 59′ 18″ N, 9° 38′ 40″ O | Schwitschen 20 | Durchmesser ca. 19 m und Höhe ca. 1 m, rund. Abgeflacht, Rand abgesetzt. Oberfläche zerwühlt; am Westrand verwaschene alte Störung, im Zentrum eine Mulde.                                                                                                 | 28976146 | BW   |
| 52° 59′ 18″ N, 9° 38′ 38″ O | Schwitschen 21 | Durchmesser ca. 12 m und Höhe ca. 0,5 m, rund. Ebenmäßig gewölbt, Rand sanft auslaufend. In der Oberfläche tiefe Pflanzfurchen. In der Mitte große, bis zu 0,2 m tiefe Einsenkung.                                                                         | 28976147 | BW   |
| 52° 59′ 18″ N, 9° 38′ 36″ O | Schwitschen 22 | Durchmesser ca. 11 m und Höhe ca. 0,4 m, rund. Oberfläche unregelmäßig; leichter Absatz in der Süd-Hälfte mit sanft auslaufendem Rand. Nördlicher Rand für den Weg abgeschoben, Südwest-Rand durch Ackerbau beschädigt. Am Nordhang eine große Eingrabung. | 28976041 | BW   |

### Schwitschen 24
- ID:28976043
- Grabhügelfeld

| Lage                        | Bezeichnung    | Beschreibung | ID       | Bild |
| --------------------------- | -------------- | --- | -------- | ---- |
| 52° 59′ 15″ N, 9° 38′ 20″ O | Schwitschen 24 | Durchmesser ca. 13 m und Höhe ca. 0,5 m, rund. Ebenmäßig flach gewölbt, Rand schwach abgesetzt, im Norden von einem Waldweg angeschnitten. Oberfläche zerfurcht, einige kopfgroße Steine sichtbar.          | 28976026 | BW   |
| 52° 59′ 14″ N, 9° 38′ 19″ O | Schwitschen 25 | Durchmesser ca. 12 m und Höhe ca. 0,7 m, rund. Flach gewölbt, auf der Südseite etwas erhöht. Rand schwach abgesetzt. Oberfläche zerfurcht.                                                                  | 28976027 | BW   |
| 52° 59′ 15″ N, 9° 38′ 17″ O | Schwitschen 26 | Durchmesser ca. 11 m und Höhe ca. 0,4 m, rund. Ebenmäßig gewölbt; Rand abgesetzt. Oberfläche zerfurcht. | 28976028 | BW   |
| 52° 59′ 15″ N, 9° 38′ 15″ O | Schwitschen 27 | Durchmesser ca. 9 m und Höhe ca. 0,4 m, rund. Flach; Rand flach auslaufend. | 28975793 | BW   |
| 52° 59′ 15″ N, 9° 38′ 16″ O | Schwitschen 28 | Durchmesser ca. 10 m und Höhe ca. 0,4 m, rund. Abgeflacht; Rand allmählich auslaufend, im Süden über 1 m tief in eine Senke abfallend.                                                                      | 28975794 | BW   |
| 52° 59′ 14″ N, 9° 38′ 15″ O | Schwitschen 29 | Durchmesser ca. 12 m und Höhe ca. 0,8 m, rund. Ebenmäßig schwach gewölbt; Rand abgesetzt, im Westen allmählich auslaufend. Südliches Hügeldrittel durch Einschnitt abgetragen.                              | 28975795 | BW   |
| 52° 59′ 13″ N, 9° 38′ 14″ O | Schwitschen 30 | Durchmesser ca. 14 m und Höhe ca. 1 m, rund. Rand allmählich in den natürlichen Hang auslaufend. Oberfläche unregelmäßig; alte weite, muldenförmige Eintiefung vom Nordwest-Rand bis zur Mitte.             | 28976036 | BW   |
| 52° 59′ 13″ N, 9° 38′ 17″ O | Schwitschen 31 | Durchmesser ca. 10 m und Höhe ca. 0,7 m, rund. Schwach gewölbt; Rand allmählich auslaufend. Oberfläche leicht wellig.                                                                                       | 28976037 | BW   |
| 52° 59′ 13″ N, 9° 38′ 18″ O | Schwitschen 32 | Durchmesser ca. 16 m und Höhe ca. 0,8 m, rund. Abgeflacht; Rand schwach abgesetzt. Oberfläche etwas zerklüftet.                                                                                             | 28976046 | BW   |
| 52° 59′ 13″ N, 9° 38′ 21″ O | Schwitschen 33 | Durchmesser ca. 15 m und Höhe ca. 1 m, rund. Abgeflacht, unregelmäßig. Rand schwach abgesetzt, im Süden alte Erdentnahme. Oberfläche zerfurcht; freiliegende Steine.                                        | 28975679 | BW   |
| 52° 59′ 12″ N, 9° 38′ 21″ O | Schwitschen 34 | Doppelgrabhügel, L. ca. 20 × 13 m in Nord-Süd-Richtung; Nordhälfte schwach gewölbt, H. 0,8 m, Südhälfte stärker gewölbt, H. 1 m. Rand abgesetzt. Oberfläche zerfurcht, einige kopfgroße Steine freiliegend. | 28975680 | BW   |
| 52° 59′ 12″ N, 9° 38′ 19″ O | Schwitschen 35 | Durchmesser ca. 18 m und Höhe ca. 0,4 m, rund. Schwach gewölbt; Rand sanft auslaufend. Am Ost-Rand gehäuft kopfgroße Steine teils freiliegend, teils unter Moos.                                            | 28975681 | BW   |
| 52° 59′ 10″ N, 9° 38′ 19″ O | Schwitschen 36 | Durchmesser ca. 15 m und Höhe ca. 0,4 m, rund. Rand verwaschen; Oberfläche stark zerfurcht. | 28975667 | BW   |
| 52° 59′ 9″ N, 9° 38′ 19″ O  | Schwitschen 37 | Durchmesser ca. 11 m und Höhe ca. 0,4 m, rund. Abgeflacht; Rand schwach abgesetzt. Oberfläche zerfurcht. | 28975668 | BW   |
| 52° 59′ 9″ N, 9° 38′ 20″ O  | Schwitschen 38 | Durchmesser ca. 12 m und Höhe ca. 0,6 m. Schwach gewölbt. Rand allmählich auslaufend; im West-Rand von Nord nach Süd grabenartige Vertiefung einer Kartoffelmiete. Oberfläche unregelmäßig.                 | 28975669 | BW   |
| 52° 59′ 9″ N, 9° 38′ 19″ O  | Schwitschen 39 | Durchmesser ca. 16 m und Höhe ca. 0,5 m, rund. Abgeflacht; Rand teilweise flach auslaufend. Oberfläche leicht zerfurcht.                                                                                    | 28975787 | BW   |
| 52° 59′ 8″ N, 9° 38′ 17″ O  | Schwitschen 40 | Durchmesser ca. 14 m und Höhe ca. 0,6 m, rund. Rand allmählich auslaufend, im Süden in eine große, muldenförmige Vertiefung abfallend. Oberfläche zerfurcht.                                                | 28975788 | BW   |
| 52° 59′ 10″ N, 9° 38′ 17″ O | Schwitschen 41 | Durchmesser ca. 16 m und Höhe ca. 0,8 m, rund. Rand allmählich auslaufend. Oberfläche leicht zerfurcht; in der Mitte schwache muldenförmige Eingrabung.                                                     | 28975789 | BW   |

### Schwitschen 57
- ID:28975796
- Grabhügelfeld

| Lage                        | Bezeichnung              | Beschreibung | ID       | Bild |
| --------------------------- | ------------------------ | --- | -------- | ---- |
| 52° 59′ 46″ N, 9° 35′ 7″ O  | Schwitschen 59           | Durchmesser ca. 13 m und Höhe ca. 0,5 m. Rand flach auslaufend; Erdentnahme am Westrand; der Nordrand geht in eine Senke über. Oberfläche leicht wellig; breite Fahrspur von West nach Ost. Hügel durch Rodungsrückstände nicht erkennbar. | 28975924 | BW   |
| 52° 59′ 46″ N, 9° 35′ 8″ O  | Schwitschen 60           | Durchmesser ca. 13 m und Höhe ca. 0,4 m, rundlich. Oberfläche unregelmäßig, teilweise von Rodungswall überdeckt; über die Kuppe führt ein Pfad. Als Hügel kaum mehr erkennbar. | 28975925 | BW   |
| 52° 59′ 45″ N, 9° 35′ 9″ O  | Schwitschen 61           | Durchmesser ca. 12 m und Höhe ca. 0,5 m, rund. Rand sanft auslaufend; am Ost-Rand alte Erdentnahme. | 28975926 | BW   |
| 52° 59′ 45″ N, 9° 35′ 10″ O | Schwitschen 62           | Durchmesser ca. 12 m und Höhe ca. 0,2 m, rundlich. Rand sanft auslaufend. Oberfläche flach eingetieft. Als Hügel kaum mehr erkennbar. | 28975912 | BW   |
| 52° 59′ 49″ N, 9° 35′ 6″ O  | Schwitschen 81, Steinmal | „Schäferstein“. Großer Felsstein, Dm. 1,3 m, H. 1,75 m. Künstlich ausgeschliffene, schmale halbrunde Sitzfläche in 0,65 m H. mit Blickrichtung nach Ost. Am auslaufenden linken Ende oberhalb der Sitzmulde eine kleine halbrunde Eintiefung, die der Sage nach die „Schluckflasche“ des hier sitzenden Schäfers aufgenommen haben soll. Auf der Süd-Seite eine neuere sechszzeilige eingemeißelte Inschrift, von der nur noch die erste Zeile „Anno 1808...“ zu entziffern ist. Oberhalb der Inschrift in Höhe der Sitzmulde eine halbmondartige Rundung. Der Stein steht auf einem Zementfundament. Er wurde 1976 von seinem ursprünglichen Standort um ca. 120 m nach West an seinen jetzigen Platz versetzt. | 28975792 | BW   |

## Visselhövede
| Lage                        | Bezeichnung              | Beschreibung | ID       | Bild |
| --------------------------- | ------------------------ | --- | -------- | ---- |
| 52° 58′ 43″ N, 9° 34′ 46″ O | Visselhövede 1, Landwehr | Die Landwehr wurde wahrscheinlich im hohen Mittelalter angelegt. Sie diente vermutlich als Wegesperre zwischen dem Flecken Visselhövede und der Lehrde-Niederung bei Kettenburg. Im späten Mittelalter soll der Wall als Reitweg von der Kettenburg gedient haben. | 28976025 | BW   |
| 52° 58′ 24″ N, 9° 34′ 26″ O | Visselhövede 1, Landwehr | | 36997243 | BW   |